# くノ一幕末奇譚
『くノ一幕末奇譚』（くのいちばくまつきたん）は、2003年にアダルトアニメレーベルであるミルキーレーベルから発売されたオリジナルアダルトアニメ。『陰陽師〜妖艶絵巻〜』に続くミルキーレーベルが発売された完全オリジナルアニメの第二弾である。全2話で、各話30分。

## ストーリー
楓(かえで)、桔梗(ききょう)、菖蒲(あやめ)の3人のくノ一は、ある密命を帯びて幕末の京都を駆けまわっていた。
だが、菖蒲は愛する者を失い、いずこへと去り、残された二人は忍びの掟に疑問を感じ始めた。
そんな中、桔梗は阪本竜馬の命を救ったことにより、たがいにひかれあい、自由な生活を送ることを夢見る。
だが、桔梗は竜馬を暗殺するよう命じられ、掟と愛の間に挟まれて苦しんだ末に最悪の決断をしてしまう。

## 登場人物
楓
声 - みすみ
桔梗
声 - 桃華ちゃん
菖蒲
声 - 木村あやか
幻斎
声 - マッハ3.5
土片歳三
声 - 安芸怜須ケン
沖田聡司
声 - ワッショイ太郎
吉田利麻呂
声 - しがけんじ
近藤勇実
声 - 吉川作創
阪本竜馬
声 - 雪村剣心
岡太以蔵
声 - 三川春人
長井主水正
声 - 鳴海志郎

## スタッフ
- プロデューサー・企画・原案：国立康秀
- 監督・構成・脚本・絵コンテ：国分寺草介
- 演出：中野健二郎
- キャラクターデザイン・作画監督：ヒロタカ
- 原画：阿部美幸、樋口聡一、若菜宜典、井藤佐千恵、雨宮英雄、Kプロダクション
- 動画：スタジオ・マーチ、F.A.Iインターナショナル
- 色彩設計・色指定・検査：成合由紀
- 仕上げ：スタジオ・マーチ
- 撮影：Studio・Viola
- 編集：福山浩輝
- 音響監督：小林克良
- 音響効果：倉橋裕宗（サウンドボックス)
- 音楽：城佳孝
- 制作進行：小川孝治
- アニメーション制作：ドリームエンターテイメント
- アニメ制作協力：スタジオ・マーチ
- エンディング主題歌制作協力：株式会社オーエムジー
- 製作：「くノ一幕末奇譚」アニメ製作委員会
- 販売：株式会社GPミュージアムソフト

## 主題歌
- エンディング曲「くのいち」
  - 作詞：国立康秀、作曲：小泉恒平、編曲：才門徹、歌：桃華ちゃん

## パッケージ
DVDとVHSで発売された。
- くノ一幕末奇譚 〜巻の壱〜 2003年12月25日発売 VHS:MLK-0696/DVD:DMLK-5480
- くノ一幕末奇譚 〜巻の弐〜 2004年5月25日発売 VHS:MLK-0761/DVD:DMLK-5592
- くノ一幕末奇譚 Complete Edition 2014年12月5日発売 DMLK-10406